# Anel Džaka
Anel Džaka est un footballeur allemand né le 19 septembre 1980 à Sarajevo. Il évoluait au poste de milieu offensif.

## Biographie

### Joueur
Anel Džaka commence sa carrière au Bayer 04 Leverkusen
Il évolue d'abord dans la réserve du club (en) en 1998 avant d'être intégré en équipe première en 2000.
Džaka joue sous les couleurs du VfL Osnabrück lors de la saison 2003-2004.
De 2004 à 2008, il est joueur du TuS Coblence.
En 2008, il est transféré au  1. FC Kaiserslautern.
Prêté de nouveau à Coblence en 2010, il quitte Kaiserslautern en 2012 pour le SC Rot-Weiss Oberhausen.
Après une demi-saison avec Oberhausen, il revient à nouveau à Coblence.
Il raccroche les crampons en 2015.
Il dispute au cours de sa carrière, trois matchs en Bundesliga, et 130 matchs en 2. Bundesliga, pour 21 buts inscrits.

### Entraîneur
Džaka entreprend une carrière d'entraîneur après sa carrière de joueur : il entraîne le TuS Coblence depuis 2018.

## Palmarès
- Vice-champion d'Allemagne en 2002 avec le Bayer Leverkusen